# Thomas Eakins

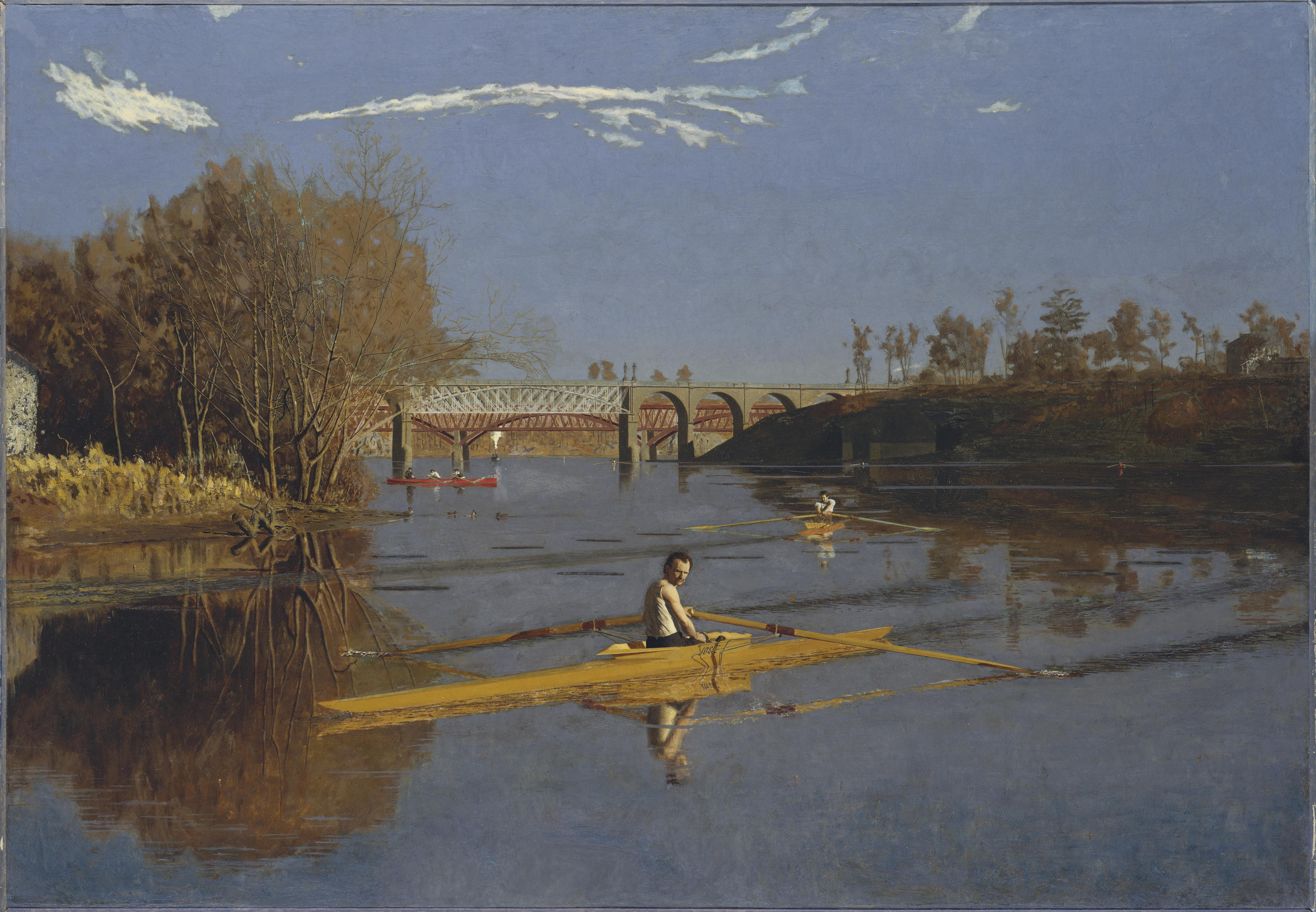
Max Schmitt w łodzi wiosłowej, 1871, Metropolitan Museum of Art

Thomas Eakins (ur. 25 lipca 1844 w Filadelfii, zm. 25 czerwca 1916 tamże) – amerykański malarz, rzeźbiarz, fotograf i nauczyciel, uważany za jednego z największych malarzy realistów XIX wieku. Malował zarówno portrety, jak i sceny rodzajowe, szczególnie związane z zawodami sportowymi, rozrywkami na świeżym powietrzu, polowaniem itp. Jego obrazy wprowadziły do sztuki amerykańskiej elementy ruchu. Próbował uzyskać doskonałość techniczną nie tracąc przy tym elementu ludzkiego i humanizmu.
Jego portrety i sceny we wnętrzach są raczej mroczne i ciemne w kolorze, natomiast sceny dzienne na otwartym powietrzu emanują światłem i kolorem. Najbardziej znanymi portretami Eakinsa są Walt Whitman, Myśliciel, dwa portrety grupowe: The Clinic of Dr. Agnew i The Clinic of Dr. Gross. Jednym z najbardziej znanych jest obraz o tematyce sportowej: Max Schmitt in a Single Scull, zaliczany do największych osiągnięć malarstwa amerykańskiego w ogóle.
Eakins studiował w Filadelfii jednocześnie w Pennsylvania Academy of the Fine Arts i w Jefferson Medical College. W roku 1866 pojechał na trzy lata do Paryża, by studiować w tamtejszej École des Beaux-Arts. Później – przez kilka miesięcy – wędrował po Hiszpanii. Gdy wrócił w 1870 otworzył studio i ogłosił się jako portrecista. Nie odniósł wielkiego sukcesu. W rezultacie malował portrety członków własnej rodziny, kolegów i przyjaciół – przeważnie lekarzy i muzyków.
W późniejszym wieku zajął się nauczaniem – wykładał anatomię zarówno w filadelfijskiej akademii, jak i w licznych innych szkołach plastycznych. Był jednym z pionierów zastosowania fotografii do studiowania ludzkiego ciała w ruchu. Zajmował się również rzeźbą.